# Pat Symonds
Patrick "Pat" Symonds född den 11 juni 1953 i Storbritannien är ingenjörschef i Renault. Han har även jobbat som raceingenjör åt Michael Schumacher i Benetton.